# 4º Reggimento alpini paracadutisti
Il 4º Reggimento alpini paracadutisti è un reparto di forze speciali dell'Esercito Italiano con sede a Montorio vicino a Verona.
Il 4º Reggimento Alpini Paracadutisti, pur essendo un reparto a connotazione alpina, dal 1º luglio 2014 non dipende più dal Comando truppe alpine  ma dal Comando delle forze speciali dell'Esercito, insieme al 185º Reggimento Ricognizione Acquisizione Obiettivi Folgore, al 9º Reggimento d'assalto paracadutisti "Col Moschin". Il Reggimento, composto esclusivamente da personale volontario altamente addestrato ed equipaggiato, è delegato a compiti militari di sensibile valore strategico/tattico, ad operazioni speciali, a compiti di fanteria leggera ad elevato rischio e ad azioni dirette.
I suoi componenti sono tutti qualificati come Ranger, dopo un lungo ed intenso corso di formazione; la loro prerogativa è soprattutto quella di essere paracadutisti in montagna, unendo il meglio delle competenze operative delle due specialità alpini e paracadutisti; ne derivano spiccate capacità di ricognizione a lungo raggio, elevata mobilità in contesti artici/montani, ottime capacità esploranti (by stealth), oltre che per azioni dirette in profondità (compito prioritario dell'unità, quest'ultimo, assieme a quello generale di fanteria leggera e di utilizzo per compiti improvvisi): sono pertanto frequentemente impiegati in aree di crisi (soprattutto - ma non solo - in territori montani).
Il reparto ha prestato servizio fino a dicembre 2010 a Bolzano, dal gennaio 2011 è stato deciso il trasferimento nell'attuale sede di Montorio, presso Verona.

## Storia
L'attuale 4º Reggimento alpini paracadutisti ha una storia relativamente recente che si rifà principalmente a quella specialità di fanteria, gli alpini paracadutisti, di cui è l'unico rappresentante nell'Esercito Italiano.
Il reparto ha ereditato anche le tradizioni di unità che, pur avendo un glorioso passato, erano state sciolte durante o alla fine della seconda guerra mondiale: il Battaglione Alpini Sciatori "Monte Cervino" ed il 4º Reggimento Alpini.
Già agli albori del paracadutismo militare italiano, ritroviamo gli Alpini: durante la prima guerra mondiale, il Servizio "I" (informazioni) usava lanciare dietro le linee nemiche degli informatori; tra questi, quelli che maggiormente si distinsero furono i tenenti Alessandro Tandura del Corpo degli Arditi e Pier Arrigo Barnaba dell'8º Reggimento Alpini.
Durante l'autunno del 1917, in luoghi e momenti diversi, i due ufficiali si lanciarono in zone di montagna dietro le linee nemiche, con il compito di reperire informazioni sulle truppe austriache: ambedue furono decorati con la medaglia d'oro al valor militare.
Il concetto di "Paracadutisti da Montagna" fu dimenticato fino alla fine della seconda guerra mondiale. Il Regio Esercito che combatteva con gli Alleati, già nel tardo 1943, aveva ipotizzato la formazione di un "Raggruppamento da Montagna", con al suo interno una "Compagnia Complementi Alpini Paracadutisti": il tutto però non andò mai oltre allo stadio di progetto.
Altri paracadutisti italiani (anche se sotto diversa bandiera) furono addestrati ed equipaggiati per la guerra in montagna: nel gennaio 1945 reparti del Reggimento "Folgore" della RSI furono assegnati al fronte Alpino Occidentale, nelle valli piemontesi di Susa, Lanzo e dell'Orco. Ne nacquero enormi difficoltà, data la mancanza di preparazione ad operare nel particolare terreno.
Dal 1º Battaglione si trassero alpigiani e montanari, in gran parte veneti e lombardi, e con loro si formò la "1ª Compagnia Alpina Paracadutisti": si condusse un addestramento d'assuefazione all'alta quota, si ordinò materiale da montagna all'industria privata, e si equipaggiò il reparto con muli, per permettere il trasporto di rifornimenti. Con il passare del tempo, gli altri reparti assegnati al settore furono anch'essi "alpinizzati".

### 4º Reggimento alpini

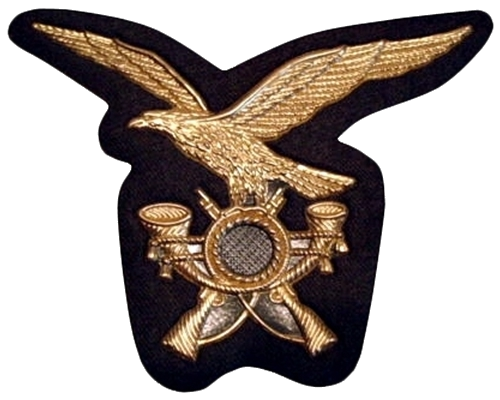
Fregio del Corpo degli Alpini dell'Esercito Italiano

Nasce il 1º novembre 1882 al comando del colonnello Giuseppe Ottolenghi: inizialmente composto dai battaglioni "Val Pellice", "Val Chisone" e "Val Brenta", come gli altri reggimenti alpini, anche il 4º vedrà un continuo riordinamento basato su "scambi" di battaglioni con altri reggimenti, soprattutto il 3º ed il 6º Alpini.
526 alpini del 4º reggimento parteciperanno alla Campagna d'Eritrea, svoltasi tra il 1885 ed il 1896 durante il Governo Crispi, ed inquadrati in un Reggimento alpini creato ad hoc per l'impresa coloniale, che combatterà anche nella battaglia di Adua del 1º aprile 1896.
Nel 1899 i reparti del Battaglione "Susa" (in quel momento in forza al 4º alpini) portano sulla vetta del Rocciamelone (3535 m s.l.m.) la statua della Madonna che ancora oggi domina la Val di Susa.
Il 4º Reggimento alpini affronta la prima guerra mondiale, almeno inizialmente, con i suoi battaglioni "Aosta", "Ivrea" ed "Intra", ma ben presto è costretto a creare ben sette nuovi battaglioni ("Monte Cervino", "Monte Rosa", "Monte Levanna", "Val d'Orco", "Val Toce", "Val Baltea" e "Pallanza"), sia per incrementare la propria forza, sia per sostituire i battaglioni annientati durante le battaglie sostenute e logorati dalla guerra di trincea. Viene impiegato sulla Croda Rossa, sull'Isonzo e sul Monte Mrzli. Nel 1916 sull'Adamello, a Monte Cima, Monte Zugna, Monte Cauriol, Monte Cardianal, Alpe di Cosmagnon, Dente del Pasubio; nel 1917 sul Monte Vodice, Vette di Gallio, Monte Fior, Massiccio del Grappa. Nel 1918 sul Monte Solarolo.
Su un totale di 31.000 uomini mobilitati, alla fine del conflitto si contano 240 caduti tra gli ufficiali e 4500 alpini, oltre a 20.000 feriti e 1492 decorati al valore militare (d'argento e di bronzo).
Con la fine della prima guerra mondiale, vengono sciolti i vari battaglioni supplementari creati durante il suo corso, e rimangono in forza i tre battaglioni originali (Aosta, Ivrea e Intra)..
Il reggimento segue le vicissitudini dei vari riordinamenti succedutisi nel Regio Esercito tra gli anni venti e trenta.
La seconda guerra mondiale lo vede inquadrato nella Divisione alpina "Taurinense" e, come tale, viene impiegato prima sul fronte occidentale contro la Francia all'inizio dell'entrata in guerra dell'Italia, poi in Albania, Grecia e Jugoslavia. Viene sciolto definitivamente nell'ottobre 1943 in Montenegro dopo l'Armistizio di Cassibile (in settembre): il Battaglione "Intra" al comando del capitano Piero Zavattaro Ardizzi partecipa alla resistenza in Serbia-Montenegro, e i superstiti entrano a far parte della Divisione italiana partigiana Garibaldi (Montenegro).
Il 4º Reggimento alpini viene ricostituito dall'Esercito Italiano il 15 aprile 1946 con i battaglioni "Aosta", "Susa" e "Saluzzo" alle proprie dipendenze: seguiranno diverse ristrutturazioni fino al 1975, anno in cui verrà soppresso il livello reggimentale, e con esso anche il 4º Reggimento alpini.

### La compagnia alpini paracadutisti
Gli alpini paracadutisti nascono da uno studio effettuato nel 1951 dall'allora capo ufficio truppe alpine: lo studio raccomandava la formazione di una piccola unità (preferibilmente con personale abilitato al paracadutismo militare) adatta alla ricognizione in profondità ed all'esecuzione di azioni dirette.
Tale unità sarebbe stata alle dirette dipendenze del comando di brigata alpina per soddisfarne le esigenze, con aspetti e finalità analoghe a quelle che i plotoni alpieri avevano nei confronti dei battaglioni alpini in cui erano inseriti.
Per le funzioni di esplorazione e di combattimento mirato destinate a soddisfare le esigenze di comandi alpini più elevati, occorreva un piccolo reparto ad hoc costituito da personale con le stesse qualifiche degli alpieri, con la capacità di eseguire anche gli aviolanci per infiltrarsi o agire oltre le linee avversarie: da qui la richiesta che l'unità fosse "anche" paracadutista.
L'idea fu approvata nel 1952 ed alla fine di quello stesso anno si vide la nascita del primo plotone alpini paracadutisti in seno alla Brigata "Tridentina".
L'anno dopo venne effettuato il primo lancio alle pendici del monte Grand Assaly poco sopra La Thuile (sul ghiacciaio del Ruitor) e vennero costituiti i plotoni alle dipendenze delle brigate "Julia" e "Taurinense", mentre nel 1956 si formarono anche i plotoni dell'"Orobica" e della "Cadore".
Il personale era costituito da alpini a cui era stato richiesto, in aggiunta, il superamento del corso di paracadutismo (lanci vincolati) a Viterbo (a Pisa a partire dal 1957).
Nel 1964, tutti e cinque i plotoni autonomi, alle dipendenze delle singole brigate alpine, vengono uniti per costituire la "Compagnia Alpini Paracadutisti" (costituita da plotone comando, tre plotoni fucilieri, un plotone mortai medi ed un plotone controcarri) che viene dislocata a Bolzano e messa alle dirette dipendenze del IV Corpo d'armata alpino.
L'unione dei cinque plotoni in un'unica unità consentì un addestramento più omogeneo, una razionalizzazione delle attività di aviolancio e la disponibilità per "azioni dirette" più importanti, seppure "mirate", oltre a consentire al comando di corpo d'armata di avere un reparto da utilizzare quale una sorta di "riserva" di pronto impiego, dotato di elevata reattività e capace di intervenire su tutto l'arco alpino in tempi ristretti.
Inoltre era maggiormente giustificata la necessità di avere anche la specializzazione di "paracadutista", agendo per conto di un comando di livello ancora superiore. Da quel momento, i lanci di addestramento verranno effettuati soprattutto nella zona dell'Alpe di Siusi.
Come in tutti i reparti dell'Esercito Italiano dell'epoca, anche nella Compagnia alpini paracadutisti prestava servizio personale di leva: nonostante questo, ben presto il reparto si costruisce una solida reputazione e viene quindi aggregato al contingente italiano che partecipa all'AMF(L) durante i due rischieramenti esteri annuali di quest'ultimo.
AMF(L), ovvero ACE Mobile Force - Land (dove ACE stava per Allied Command of Europe), ma in gergo conosciuta semplicemente come Allied Mobile Force, era un comando NATO a livello brigata esistente dal 1960 al 2002, alla guida di una forza costituita (per mobilitazione "su chiamata") da reparti di fanteria leggera a livello battaglione, forniti e designati dai vari paesi membri. L'Italia aveva destinato all'AMF un gruppo tattico (che dal 1986 sarà denominato "Cuneense") costituito inizialmente dal Battaglione Alpini "Susa" di Pinerolo, dalla 40ª Batteria del Gruppo Artiglieria da montagna "Pinerolo" di Susa, e dal 101º ospedale da campo (aviotrasportabile) di Torino, tutti reparti della Brigata alpina "Taurinense", a cui venne aggiunta in un primo tempo la Compagnia alpini paracadutisti ed infine, nel 1986 con la costituzione del contingente "Cuneense", anche la Compagnia Genio Guastatori di Abbadia Alpina e la Compagnia Controcarri di Torino, anche queste della medesima brigata seppure solo fino al 1992, anno in cui venne soppressa la compagnia controcarri di brigata a seguito della riforma che prevedeva la trasformazione dei battaglioni alpini in reggimenti.
A metà degli anni ottanta, iniziava l'attività addestrativa per i quadri (ufficiali e sottufficiali) nel campo dei lanci a caduta libera, sia a bassa quota che HALO (High Altitude Low Opening) e HAHO (High Altitude High Opening).
Nel 1990, la compagnia riceve il nome di Compagnia alpini paracadutisti "Monte Cervino": l'aggiunta di "Monte Cervino" fa guadagnare al reparto le tradizioni ereditate dal battaglione omonimo, che combatté durante la seconda guerra mondiale come reparto speciale (a quei tempi era costituito da "alpini sciatori").
Nel 1993, la compagnia viene impiegata in Mozambico assieme ai reparti forniti dalla Brigata "Taurinense" (poi sostituiti da quelli della "Julia" che terminò la missione nel 1994).

### Il battaglione A.P. Monte Cervino
Nel 1996 la compagnia si trasforma: previa ristrutturazione ed un aumento di organico, diventa Battaglione alpini paracadutisti "Monte Cervino", inizialmente su due sole compagnie poi portate a tre. Alla fine dello stesso anno viene anche concessa la bandiera di guerra (materialmente consegnata durante una cerimonia che si svolse solo l'anno successivo, il 10 aprile) che sancisce definitivamente la "discendenza" dal battaglione di alpini sciatori citato.
In quegli anni, comincia l'immissione di personale volontario in vista della professionalizzazione dell'intero Esercito italiano e l'approssimarsi dell'abbandono del sistema di leva obbligatoria. Inizialmente il personale era costituito da VFA (volontari in ferma breve di un anno) e VFB (volontari in ferma breve prefissata di 3 anni) che, con la professionalizzazione a regime, sarebbero stati sostituiti dai VFP1 (ferma prefissata di un anno) e dai VFP4 (ferma prefissata di quattro anni). Con l'inserimento di questo personale, lo SME (Stato Maggiore Esercito) considerò la possibilità di elevare ulteriormente il livello qualitativo del reparto per migliorarne ulteriormente le capacità di azione diretta, di ricognizione a lungo raggio e di renderlo capace di supportare anche azioni di forze speciali o di eseguirne alcune tipologie. Sfruttando la maggior permanenza in servizio anche del personale di truppa, diventava possibile aumentare il già cospicuo bagaglio addestrativo dei componenti facendogli percorrere un iter che comprendesse anche ulteriori corsi, normalmente seguiti solo dai componenti delle Forze Speciali: inizia così la trasformazione dell'unità, con l'assunzione di nuove capacità e quindi della qualifica "Ranger".
Nel 1999, infatti, viene ufficializzata l'acquisizione dell'ulteriore qualifica da parte dell'unità, che da quel momento sarà denominata Battaglione alpini paracadutisti "Monte Cervino" (Ranger): risultato importante ed impegnativo, visto che venne conseguito nonostante l'impiego in Bosnia nel 1997 e nell'operazione "Forza Paris" in Sardegna nel 1997 e nel 1998.
Ulteriori impegni vengono affrontati dal reparto: nel 2002 è tra i primi reparti italiani ad essere impiegati in Afghanistan nelle operazioni iniziate dagli USA in quel paese, tese alla ricerca di Osama bin Laden ed alla soppressione dei Talebani a seguito degli attentati dell'11 settembre 2001. Inoltre, parte del personale viene impiegato anche in Iraq nel 2004.

### Il Reggimento alpini paracadutisti
Torna ad essere costituito il 25 settembre 2004 in reggimento per trasformazione del Battaglione alpini paracadutisti, con la ristrutturazione dei reparti combattenti dell'Esercito Italiano in atto in quegli anni, che vedeva la costituzione di reggimenti monobattaglione basati sugli esistenti battaglioni/gruppi, viene costituito il 4º Reggimento Alpini Paracadutisti, basato sul suo unico battaglione che così rimane un'entità ancora viva: il Battaglione alpini paracadutisti "Monte Cervino", con i suoi ranger. La consegna della bandiera di guerra del 4º Reggimento alpini ne fa ereditare le tradizioni. Il reggimento viene inizialmente inserito nelle forze per operazioni speciali (FOS).

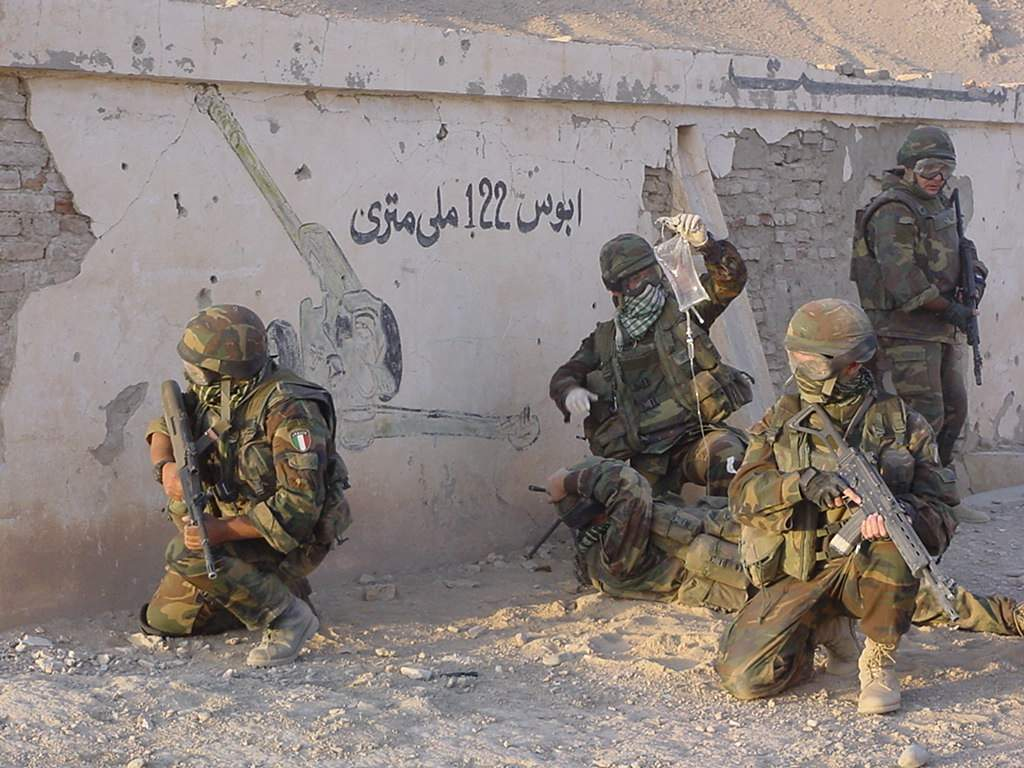
Alpini del 4º Reggimento in Afghanistan. L'operatore sulla sinistra imbraccia una carabina Steyr AUG, quelli sulla destra sono equipaggiati con carabine Beretta SCS 70/90

L'attuale fisionomia lo vede così composto da Comando, Compagnia comando e supporto, Battaglione alpini paracadutisti "Monte Cervino" (su tre compagnie, due delle quali operative e una scuola) e un plotone da ricognizione.
Da gennaio 2011 il reggimento si è trasferito presso la caserma "Duca" a Montorio.
Dal 1º luglio 2014 il reggimento lascia la dipendenza dal Comando truppe alpine per il Comando delle forze speciali dell'Esercito.
Nel gennaio 2018 viene deciso il passaggio del 4º Reggimento alpini paracadutisti "Monte Cervino" da "Forza per operazioni speciali" a "Forza speciale"(FS).
L'inserimento nelle forze speciali italiane viene validato nell'ottobre 2018 con l'esercitazione "Notte scura 2018".
Nel 2021 viene ricostituito il Battaglione supporto operativo alpini paracadutisti “Intra”.
Nell'ottobre 2024 i ranger del 4° hanno sostituito il tradizionale berretto da montagna “norvegese" con il basco verde.

## I Comandanti
Comandanti dal 2004
- Ten. Col. Ivan Caruso
- Ten. Col. Ignazio Gamba
- Ten. Col. Giuseppe Montalto
- Col. Carlo Sardi
- Col. Pietro Addis
- Col. Salvatore Radizza
- Col. Alessio Cavicchioli (2016-2019)
- Ten. Col. Marco Manzone (2019-2021)
- Col. Fulvio Menegazzo (2021-2023)
- Col. Igor Panebianco (dal 2023)

## Organizzazione
Dal luglio 2023 il comandante del reggimento è il Colonnello Igor Panebianco.
- Comando di reggimento
- Compagnia comando e supporto logistico
- Battaglione alpini paracadutisti "Monte Cervino"
  - 1ª Compagnia (Diavoli bianchi)
  - 2ª Compagnia (Angeli neri)
  - 80ª Compagnia (Lupi della steppa)
- Battaglione addestramento e supporto operativo "Intra"[9][10]

## Formazione
I candidati al reparto vengono scelti attraverso un iter selettivo della durata di due settimane e formati attraverso un lungo ciclo addestrativo della durata di circa due anni. La selezione e il tirocinio iniziale vengono svolti insieme ai candidati dell'Esercito Italiano per il 9º Reggimento d'assalto paracadutisti "Col Moschin" e per il 185º Reggimento paracadutisti ricognizione acquisizione obiettivi "Folgore". Se risultati idonei, tutti questi candidati effettuano il corso OBOS (operatore basico per operazioni speciali) di base presso il RAFOS (reparto addestramento forze speciali) del "Col Moschin", per poi proseguire la formazione specifica presso i propri reparti di destinazione e/o presso enti addestrativi specializzati nazionali e non.
Questo nuovo iter formativo, formalizzato nel 2008 (ma gradualmente introdotto sperimentalmente già dal 2006 per il personale in servizio permanente effettivo e non), sostituisce il precedente che prevedeva in passato i seguenti moduli: 
- il corso di quattro settimane per il conseguimento del brevetto di paracadutista militare (lanci vincolati) presso il CAPAR a Pisa,
- l'addestramento di primo periodo di 17 settimane presso la terza compagnia del 4º Alpini Par.
- il corso "Ranger" (inizialmente di 6 settimane, portate poi a 9 ed infine a 12) effettuato presso il RAFOS (sviluppato appositamente in modo collaborativo dal 9º "Col Moschin" per il 4º Alpipar)
- il corso sci ed alpinistico di 16 settimane, inizialmente presso il CEALP di Aosta e poi direttamente c/o il 4º Alpipar
- un corso anfibio base di due settimane sempre presso il RAFOS di Livorno (dal 2003/2004).

### Corso di operatore basico operazioni speciali
Chi supera entrambe le fasi di selezione (preselezione fisica e tirocinio) viene ammesso alla frequentazione di uno dei quattro o cinque (anche in questo caso, in funzione della disponibilità di personale e di finanziamenti) corsi OBOS (Operatore basico operazioni speciali) organizzati annualmente dal RAFOS (Reparto Addestramento Forze Operazioni Speciali) del 9º Reggimento Col Moschin dell'E.I., completando il blocco di circa 25 allievi, tra aspiranti incursori E.I., ranger, acquisitori, e reparti di volo del 26º REOS. Il corso è stato ristrutturato di recente, ha ora una durata di 24 settimane contro le precedenti 31 ma i contenuti, razionalizzati sulla base delle esperienze maturate nel tempo e delle lezioni apprese nei teatri operativi, sono rimasti sostanzialmente invariati e include:
- 4 settimane dedicate al conseguimento del brevetto di paracadutismo con la fune di vincolo, per chi non ne risulta titolare, presso il CAPAR di Pisa.
- 5 settimane dedicate alla formazione teorico pratica sulla topografia, alle marce topografiche, all'apprendimento delle tecniche di orientamento e di navigazione terrestre.
- 12 settimane sulle Procedure tecnico tattiche (PTT) delle FOS. La fase PTT per FOS costituisce il cuore della formazione OBOS ed è destinata all'addestramento individuale e di nucleo al combattimento e all'apprendimento delle tattiche e procedure operative standard delle minori unità FOS.
- 3 settimane di addestramenti tecnici specifici: sulle trasmissioni, sulle procedure di pronto soccorso e medicina tattica con la frequenza di un corso che ricalca il BLS (Basic Life Support), su come intervenire tempestivamente in caso di ferite d'arma da fuoco, sulle manovre salvavita e sulle procedure di rianimazione cardio-polmonare, approfondimenti su armi e tiro (diurno e notturno) e pianificazioni delle operazioni militari.

Il corso si conclude con un'esercitazione continuativa di due settimane e con gli esami finali. Gli allievi ritenuti idonei (meno del 50% degli aspiranti iniziali) iniziano la fase di specializzazione, diversa per ogni reparto di destinazione finale.

### Fase di specializzazione Ranger (41 settimane dal 2011)

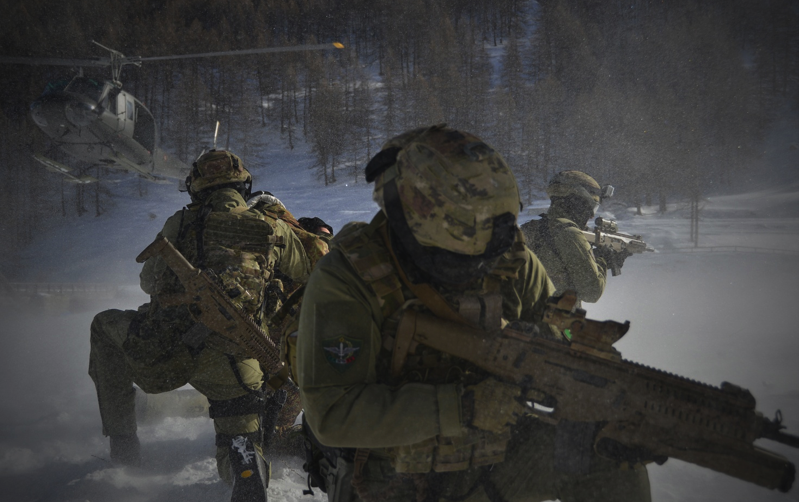
Ranger del 4º alpini paracadutisti, armati di fucile d'assalto ARX 160 A2, nel corso di un'estrazione in elicottero

A differenza del corso OBOS svolto presso il RAFOS, orientato a dare basi comuni a livello individuale e di piccolo nucleo a tutti gli aspiranti operatori delle FS/FOS dell'esercito e dell'aeronautica, a prescindere dai reparti a cui saranno destinati, la fase di specializzazione Ranger è specifica degli operatori del 4º Alpipar, viene svolta per buona parte presso la 3ª compagnia del reggimento (che svolge essenzialmente la funzione di scuola) ed è orientata alla preparazione relativa agli specifici impieghi dei "ranger" a livello di squadra e plotone, oltre a rappresentare una fase di primo amalgama degli operatori inseriti in questo reparto.
Il conseguimento della specializzazione prevede dal 2011 il seguente iter di preparazione:
- 15 settimane: Corso ranger, svolto 2 volte all'anno in corrispondenza del termine dei corsi OBOS.
- 20 settimane: Corso sci ed alpinistico per l'ottenimento delle necessarie capacitá di mobilitá e combattimento in montagna, sia in ambiente estivo che invernale.
- 2 settimane: Corso anfibio sulle tecniche di superamento di ostacoli acquatici, impiego dei battelli con motore fuoribordo, elementi di nuoto operativo di superficie e pratica delle operazioni anfibie. Quando possibile il modulo è seguito da 2 ulteriori settimane di corso patenti 6C, che abilitano alla condotta ed all'impiego dei battelli con motore fuoribordo in acque interne o costiere.
- 2 settimane: Corso NBC sulle operazioni in ambienti contaminati.

## Principale armamento
- Pistola Glock 17
- Pistola Beretta 92 FS
- Pistola mitragliatrice Heckler & Koch MP5 e MP7
- Fucile d'assalto Beretta ARX 160 A3
- Fucile d'assalto Steyr AUG
- Fucile d'assalto Colt M4 (varianti m4a1, Urg-i)
- Fucile d'assalto Heckler & Koch G36
- Mitragliatrice leggera FN Minimi (M249)
- Mitragliatrice Beretta MG 42/59
- Fucile a otturatore girevole-scorrevole Accuracy International Arctic Warfare
- Fucile di precisione bolt action Sako TRG
- Fucile di precisione semiautomatico Heckler & Koch G3SG/1
- Fucile di precisione semiautomatico Barrett M82
- Fucile semiautomatico a canna liscia Benelli M4 Super 90
- Coltello Extrema Ratio Misericordia
- Lanciagranate M203
- Lanciagranate Heckler & Koch HK69
- Lanciagranate automatico Mk19 Mod 3
- Bomba a mano OD/82
- Mortaio da 60mm Hirtenberger Mod. M6C 210
- Lanciarazzi controcarro Dynamit Nobel Panzerfaust 3-T
- Sistema d'arma controcarro a media gittata MBDA MILAN
- Visori notturni.[11]

## Operazioni Note

### OperazioneUnified Venturee ritorno
Il reggimento ha partecipato a un'operazione particolarmente importante al confine tra Afghanistan e Pakistan.
La Task force Nibbio ha partecipato a un'operazione a fianco delle truppe statunitensi con l'obiettivo di circondare la zona di operazione delle truppe di assalto al fine di evitare "fuoriuscite di elementi nemici", assistere i villaggi nei momenti successivi all'operazione centrale e promuovere tra la popolazione un'immagine positiva e di fiducia nell'esercito afghano.
L'attacco condotto all'epoca è stato di successo e mirava a colpire le basi logistiche e di reclutamento di centri terroristici al confine col Pakistan.
La fase di pianificazione di questa missione è stata lunga e delicata per scegliere con cura gli elementi che avrebbero dovuto prendervi parte.
Nell'ambito della missione spiccano tra gli altri i ranger del 4º rgt Alpini paracadutisti.
L'eliassalto viene compiuto con 2 elicotteri AH 64 Apache e 8 elicotteri da trasporto (4 UH 60 Black Hawk e 4 CH 47 Chinook).
I ranger del suddetto reggimento hanno da allora effettuato attività di pattugliamento e posti di blocco; tutti gli obiettivi sono stati raggiunti e la Task Force italiana è riuscita ad integrarsi perfettamente con le truppe americane.
L'ultimo rientro delle squadre del reggimento dalle zone di operazione è avvenuto nell'aprile 2008.

### Dual Use
A seguito delle calamità naturali ed il maltempo che si sono abbattuti sul centro Italia nel gennaio 2017, il 4º Reggimento ha rischierato una componente di reazione rapida per supportare la popolazione in coordinamento con la protezione civile, nell’ambito della TF Sisma. Sfruttando l’elevato addestramento ad operazioni speciali in ambiente montano, i nuclei si sono infiltrati nelle aree del comune di Valle Castellana (TE) per soccorrere la popolazione bloccata dalle forti nevicate e dallo sciame sismico. 
Nell’ambito del dualismo di impiego (dual use) il loro addestramento alle operazioni speciali ha permesso di raggiungere zone impervie o inaccessibili via terra, adottando tecniche particolari.

## Onorificenze

### Alla bandiera
- 2 Croce di cavaliere dell'ordine militare d'Italia[16]
- 2 Medaglie d'oro al valor militare
- 9 Medaglie d'argento al valor militare
- 1 Medaglia di bronzo
- 1 Medaglia d'argento al valor civile
- 1 Medaglia d'argento di benemerenza

### Decorati
- Aldo Beltricco, capitano.
- Giuseppe Failla, sottotenente.
- Angelo Gabrieli, caporale.
- Carlo Giordana, colonnello.
- Ferdinando Urli, tenente.
- Vincenzo Zerboglio, sottotenente.
- Andrea Adorno, sergente maggiore.
- Mario Bonini, alpino.

## Persone legate al Reggimento
- Nel 1941 ha fatto parte del reparto Mario Rigoni Stern[18]
- Ha fatto parte del reparto anche l'alpinista Karl Unterkircher, di Selva di Val Gardena.
- Carlo Barbero in qualità di caporal maggiore, unitosi alla lotta partigiana in seguito all'armistizio dell'8 settembre 1943, e decorato di medaglia d'oro al valor militare alla memoria.
- Mario Puchoz
- Gildo Cuneo, tenente decorato di medaglia d'oro al valor militare alla memoria.
- Pietro Grosso, 1° capitano decorato di medaglia d'oro al valor militare alla memoria.